# Catering
Catering er levering af mad og drikke fra et stort køkken til institutioner, kantiner, fly eller lignende. Ordets danske oprindelse er fra 1959 og kommer fra engelsk cater (levere mad), det er afledt af latin captare (gribe, forsøge at få).